# ポールアックス

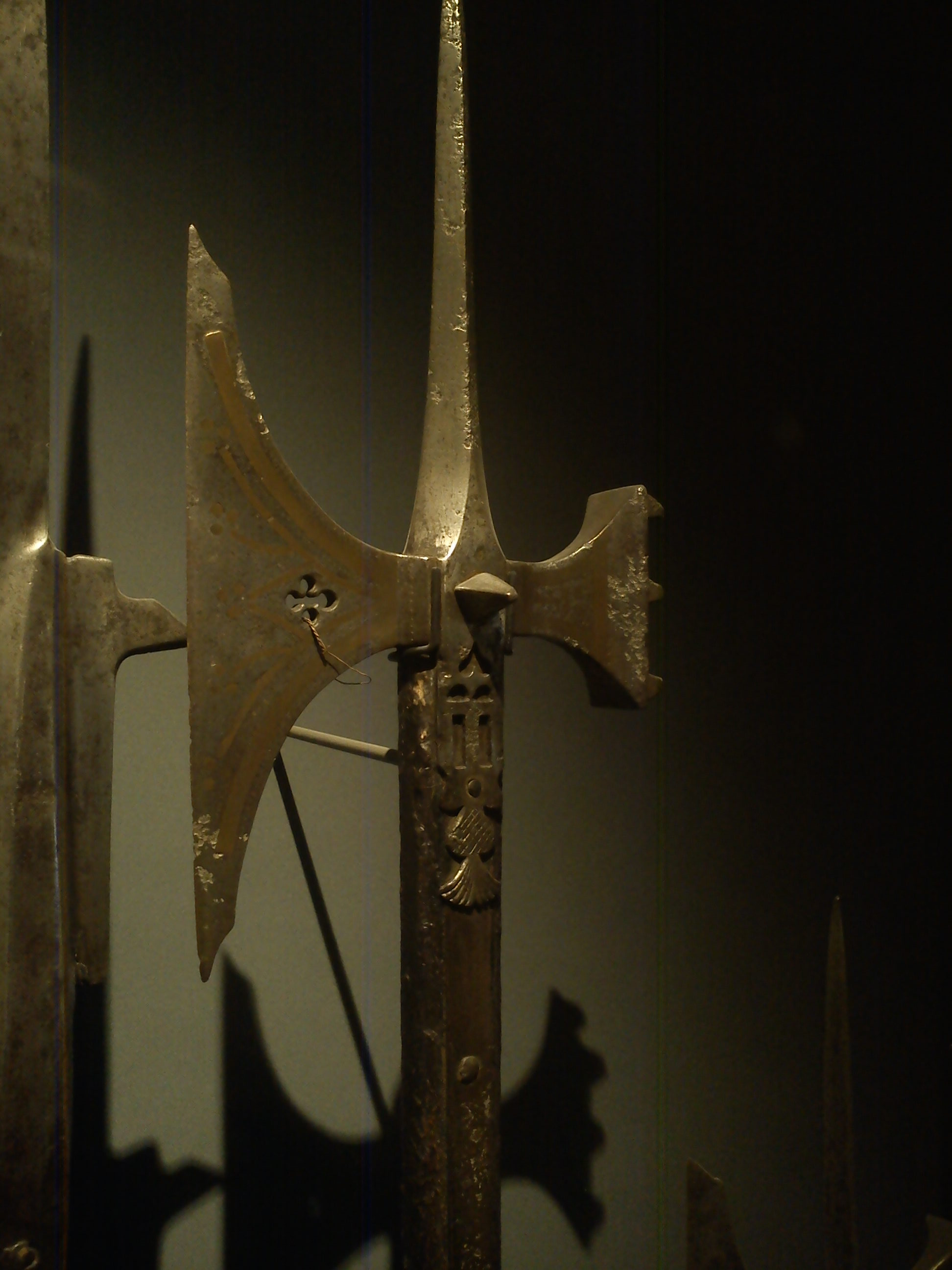
ポールアックス

ポールアックス（英語: Poleaxe、フランス語: Hache d'armes、ドイツ語: Mordaxt、イタリア語: Azza）は15世紀ヨーロッパの武器である。金属鎧をまとった重装歩兵と戦うために改良された両手持ちの斧であり、15世紀における戦場の主力武器のみならず、騎士同士の決闘においても重要な武器であった。

## 語源
現代ではポールウェポンの一種として、「長い柄の斧」という“Poleaxe”の綴りが一般的だが、本来は「頭頂部」、あるいは「頭」という意味の“Poll”という接頭辞を使った“Pollaxe”で、「頭（を砕くための）斧」というのが正しい綴りである。また、「歩兵用の斧」という意味のフットマンズ・アックス（英語: Footman's axe）という呼称もある。
日常道具の斧に通ずる武器なだけに、はっきりとこれはポールアックスであると示されていたわけではなく、各国や時代によって様々な呼び方があった。このうち、フランス語の“Hache d'armes（アッシュ・ダルム）”は「決闘用の斧」ほどの意味であり、ドイツ語の“Mordaxt（モルダクスト）”は「殺人斧」ほどの意味である。15世紀の武術書においても様々な呼称があり、ピエトロ・モンテは、“Aza del Tricuspis”（「3つに尖った斧」）、ヨアヒム・マイアーは“Secres Lateres”（ラテン語、「死の斧」）と呼んでいる。ジョージ・シルバーが「バトルアックス」と呼んだ斧もポールアックスを指していたのかもしれない。イタリア語の“Azza”のように、単純に「斧」と呼ばれることも多々ある。
英単語、“Poleaxe”には、他動詞として、「（斧で頭を割られたかのように）打ちのめす、衝撃を与える」という意味がある。これが意味するように、ポールアックスとはあくまでも「頭を粉砕する武器」の総称的な表現であり、当時は必ずしも斧である必要はなかったものと思われる。それを示すように、現存する現物や武術書などの絵画でポールアックスと示されているものには、フランスのベク・ド・コルバン、スイスのルツェルンハンマーといった、現代ではウォーハンマーの一種に分類されているものが数多くある。

## 形状

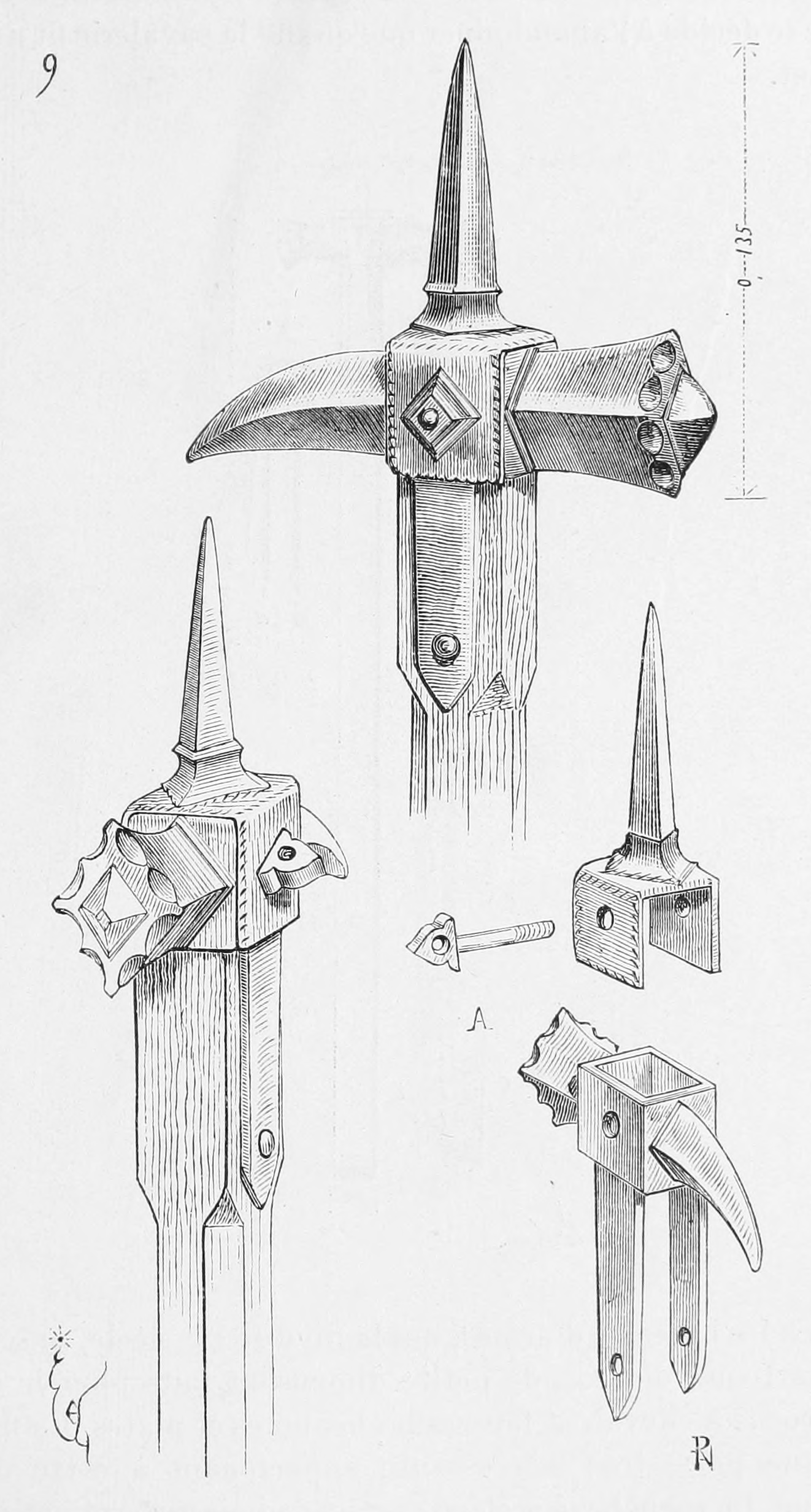
ポールアックス（ウォーハンマー）の分解図。ピックの部分が斧頭になる

前述の通り、ポールアックスは必ずしも斧を示す武器ではなく、今日ではウォーハンマーの一種と分類される武器もポールアックスであった。ここでは、今日における中世ヨーロッパ武術の再現、いわゆるHEMA（Historical Europian Martial Arts）においてもポールアックスと分類されている狭義のポールアックスを解説する。
ポールアックスの長さは1.5mから2mほどで、多くの武術流派は自分の身長に合わせた高さにするよう示しているが、中にはピエトロ・モンテなど2.5mもの長柄を使用する者もいた。
柄の材質はトネリコなどの硬い木材が用いられた。柄は四角柱で、斧頭と反対側のハンマーもしくはスパイク、そして“ダグ・デスー（dague dessous）”と呼ばれた槍の穂先を“ランゲット（langets）”という金具とリベットによって据え付けるモジュール設計である。ランゲットとリベットによって穂先の三分の一ほどが金属で補強され、穂先が切り落とされるのを防いだ。さらにランゲットの下に鍔を付け、鍔迫り合いに備えたものもある。そして石突にもスパイクがはめ込まれた。
ポールアックスに用いる斧頭は刃渡り約7インチ（約18cm）ほど、幅は6インチから11インチ（約15～28cm）ほどと従前の斧に比べて小型で、これは打撃の運動エネルギーがより狭い範囲に集中し、衝撃で装甲を破ることができるためである。ポールアックスの中には斧の刃が半円型ではなく垂直であるものも多く、これは斧頭を攻撃よりも、上下の凹みをフックとして相手を制御することに特化した決闘用の仕様とされる。穂先の長さはおよそ8～10インチ（約20～25cm）ほどある。反対側のハンマーは、ミートハンマーのような形状から、さらに棘を大きくした王冠状のものまである。
騎士など身分の高い者が所持していたポールアックスには、所有者の高い地位を証明する高度な装飾が施されていた。斧頭には、彫刻、軟質金属の象嵌、エッチング、または金メッキが施されたり、特徴的なパターンを示す穴が開けられたりもした。斧頭にはメーカーのマークや製造場所が刻印されることがよくあり、現存するルツェルンハンマーの穂先根元には、産地であるルツェルンを示す「L」の字が刻印されている。

## 概要

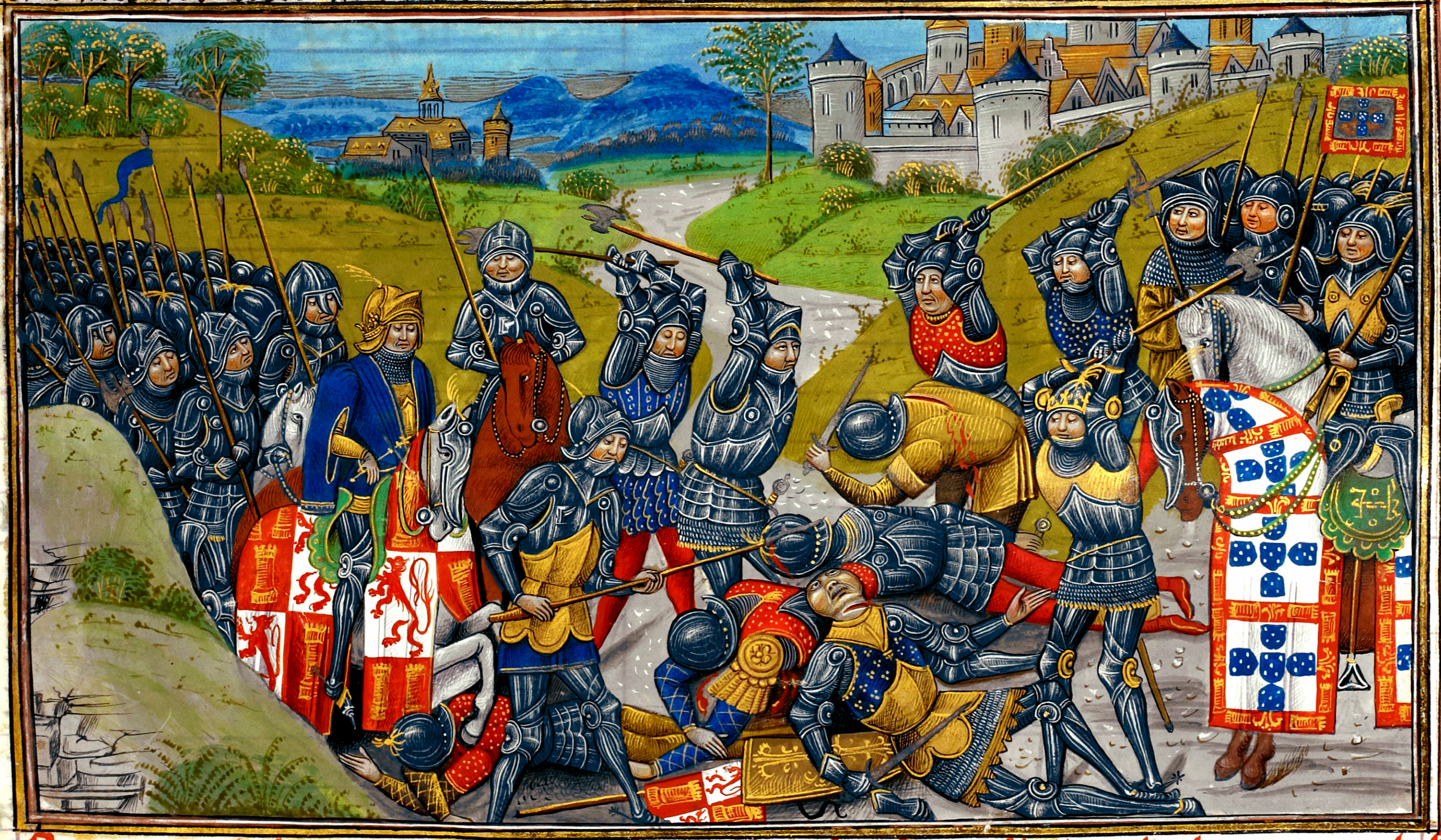
アルジュバロータの戦いにおいて、敗残兵をポールアックスで殺すポルトガル兵

ポールアックスの登場以前から斧は戦場において主力武器であったが、ポールアックスの前身としては9世紀から11世紀にかけてデーン人バイキングが使用した「デーン人の斧」が挙げられる。デーン人の斧は日常道具から派生していない純粋な武器としての形状をした斧であり、内側に傾斜した刃先は馬上の騎士に対しても有効な一撃を与えられた。デーン人の斧は交易によってイングランドやアイルランド、ノルマンディーにも伝来し、広くロングアックスとして普及した。歩兵用の武器として使用されたロングアックスは長さ1.8mほどの長柄に据え付けられるようになったが、このロングアックスがポールアックスやハルバードの前身と考える研究者もいる。
ロングアックスは幅広の斧頭で裁断することを目的とした武器であったが、14世紀後半から登場したプレートアーマーによって、従前の剣や斧による斬撃が十分な威力を発揮できなくなったことで改良されるようになった。兵器面では固い鉄板を打ち抜く衝撃力の強い両手持ちのウォーハンマーなどが登場し、戦法面では鎧の隙間を狙うハーフソード剣術などが編み出された。
加えて、ペスト禍によって人口を大きく減らし、十分な騎士を確保できなくなった14世紀以降の戦争には多くの民兵が動員されるようになり、彼らに対応した戦術が研究されるようになった。その中で有効性が確立されたのが、ハルバードを始めとするポールウェポンであり、ポールアックスもその過程の中で歩兵用のフットマンズ・アックスとして発展していった。
一方で騎士たちも重装歩兵に対抗するためにポールアックスを利用するようになり、多くの剣術家を配したイタリアやドイツでも洗練された戦闘技術が編み出された。ポールアックスの刃は、単に相手を切り倒すだけでなく、相手を転倒させたり、武器を奪ったり、攻撃をブロックしたりするために使用された。穂先と石突きはどちらも突き攻撃に使用できた。長柄自体も武器の中心部分であり、敵の攻撃をブロックしたり（ランゲットが長柄の補強に役立った）、両手で柄を持って打撃や押し込み、相手を転倒させたりすることができた。こうしたポールアックス専門の武術書として最古のものは、1460年～85年頃にフランス語で書かれた『ル・ジュ・ド・ラ・アッシュ』（「斧のゲーム」ほどの意。作者不明）である。
こうして戦闘技術が確立したポールアックスが最も脚光を浴びたのは、騎士たちによる決闘の武器としてであった。14世紀にはアーサー王を模範とする騎士道物語が貴族階級に伝播し、現実社会では脇役に追いやられた騎士たちは現実とフィクションの狭間を埋め合わせようと決闘に明け暮れるようになった。特にフランスやスペインでは、騎士が橋や城門で遍歴の騎士を待ち受けて勝負を挑む、「パ・ダルム」と呼ばれる決闘が盛んに行われ、剣やランスと並んで、重装歩兵の戦闘手段としてポールアックスが用いられた。そして、あくまでも馬上槍試合の伝統を受け継いだ騎士道精神の発露が目的のスポーツ的な決闘である以上、致命傷を与えかねない斧頭は取り除かれ、脳震盪や骨折で済む程度の打撃を与える、云わば競技用のスポーツ用品と化していった。
こうした決闘用ポールアックスは16世紀にはルツェルンハンマーに取って代わるようになり、やがて儀式用の道具になっていった。
現代において、HEMA愛好者たちにとってもポールアックスは人気の武器であり、ゴム製の安全な斧頭が流通している。

## 著名なポールアックスの使い手

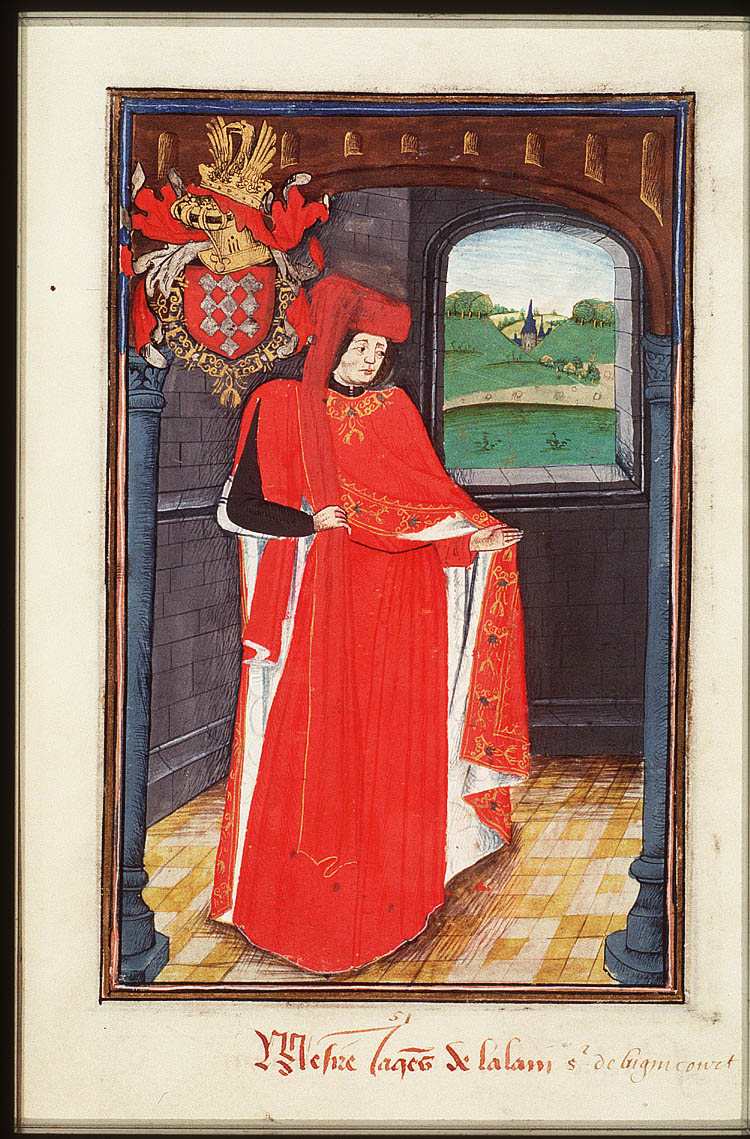
馬上槍試合最強の騎士であったジャック・ド・ララン。

アヴィス朝ポルトガル王国の創始者、ジョアン1世は武勇の人として知られ、アルジュバロータの戦いでは自らポールアックスで戦い武名を上げた。ジャン・フロワサールは『年代記』の中で、「ポルトガル王はそこで馬から降り、戦斧を手に取り、要塞に侵入し、驚くべき武芸を披露して、最も有名な3、4人を倒したので、誰もが彼を恐れた。彼の部下は敵が近づくのを許さず、最後の4人も、王が四方八方から彼らに与える大打撃を恐れて、近づく勇気はなかった」と記録している。ポールアックスは彼のお気に入りの武器だったようで、彼の葬列の間、長剣に代わって名誉ある武器として使われた。
ブルゴーニュ公フィリップ善良公に仕え、中世ヨーロッパにおける最強の馬上槍試合王者として当時の模範的騎士とされたジャック・ド・ラランも、そのキャリアにおいて重要な決闘の多くをポールアックスにて勝利した名手として知られる。
1432年にエノー伯領ら3伯領を吸収したことで公国最盛期を築いた善良公はブルッヘに宮廷を構え、やがて同地は北フランドル地域における文化的拠点へと発展した。同時にポルトガル王女イザベルとの婚礼を機に、金羊毛騎士団が創設されたことでブルゴーニュ貴族の地位、アイデンティティが喚起される事となった。こうした土壌の中、エノー伯領の貴族、ララン家に生まれたジャックは善良公の騎士として武勲を上げる一方、公の主催するトーナメントで活躍し、やがて遍歴騎士として欧州各地のトーナメントに出場し名声を博した。
ラランの最も有名な武勲として挙げられるのが、1449年11月1日から約1年の間行った、「涙の泉（La Fontaine des pleurs）」と呼ばれるパ・ダルムである。この年、イングランド王ヘンリー6世の従者、トーマス・クエの挑戦を受け、ブルッヘで催されたトーナメントにてポールアックスでの一騎打ちに勝利したラランは翌日、シャロン＝シュル＝ソーヌの街に赴き、城門があるソーヌ川の中洲に居を構え、毎月1日に通行する騎士に挑戦する布告を出した。パ・ダルムは翌年9月まで続き、ラランはその間、都合7人の騎士をポールアックスでの勝負で退けた。この武勲により、1451年に金羊毛騎士団に加えられた。
騎士団叙任より2年後の1453年、ラランは塩への課税に反対して蜂起したゲント市の反乱（ゲント反乱）鎮圧に従軍したが、ゲラールツベルゲン近郊にあった反乱軍拠点を攻撃した際、守備隊による大砲の砲撃を受けて戦死した。ラランは大砲によって戦死した最初期の欧州貴族であるのみならず、その死は中世騎士道時代の終焉を象徴するものであった。